# Christopher Read
Christopher Read (n. 1946) es un historiador británico especializado en el estudio de la Unión Soviética.

## Obras
- Religion, Revolution and The Russian Intelligentsia (1979)[2]
- Culture and Power in Revolutionary Russia (1990)[3]
- From Tsar to Soviets: The Russian People and Their Revolution (1996)[4]
- The Making and Breaking of the Soviet System: An Interpretation (2001)[5]
- The Stalin Years: A Reader (2003)[6]
- Lenin: A Revolutionary Life (2005)[7]
- War and Revolution in Russia: 1914–22, The Collapse of Tsarism and the Establishment of Soviet Power (2013)[8]